# Anablepsoides lungi
Anablepsoides lungi е вид лъчеперка от семейство Rivulidae. Видът е незастрашен от изчезване.

## Разпространение
Разпространен е в Суринам и Френска Гвиана.